# Catapyrenium dactylinum
Catapyrenium dactylinum är en lavart som beskrevs av Breuss. Catapyrenium dactylinum ingår i släktet Catapyrenium och familjen Verrucariaceae.   Inga underarter finns listade i Catalogue of Life.